# Пристанище Белград
Пристанище Белград (на сръбски: Лука Београд) е товарно и пътническо пристанище, разположено на река Дунав в Белград, Сърбия.
Пристанището е разположено в центъра на Белград, в близост до Панчевския мост. Обхваща и пътническия терминал на близката река Сава. Капацитетът за товари е три милиона тона годишно. Разполага също с 300 000 квадратни метра складове и 650 000 квадратни метра открити складови площи.

## История
Пристанището е открито 1961 г. През 2005 г. базираната в Люксембург компания „Worldfin“, собственост на Делта Холдинг и Милан Беко, купува пристанище Белград от столична община Белград за сумата от 40 милиона евро. Сделката е анулирана в по-късно и оттогава е предмет на съдебен процес между „Worldfin“ и държавните органи.
Към 2018 г. пристанище Белград е най-развитото пристанище в Сърбия. Най-често срещани товари са сол, захар, желязо за бетон, хартия, тръби и изкуствени торове.

## Галерия
- Товарен кораб, акостирал в пристанището, 2010 г.
- Речни кораби, акостирали в пристанището, 2011 г.
- Стари сгради в пристанището, 2012 г.
- Пътнически кораби, акостирали в пристанището, 2009 г.
- База на водолазния център на полицията, 2011 г.